# 漫波
『漫波』（まんぱ）は清彗社が発行していた漫画専門誌。
1974年、題名も無い同人誌的なものとして創刊。2号目より『漫画界』と名付けられた。以後、度々改題しており、1975年10月から1976年9月まで『月刊　漫波』、1976年10月から1977年7月まで『まんぱコミック』という題名の、出版取次による流通を介さないミニコミ誌として推移した。1977年8・9月合併号より『だっくす』に改題すると共に、漫画情報誌としての性格を強めていった。
以後の歴史は後身である『ぱふ』の記事を参照のこと